# 周生站
周生站（：／ Jusaeng yeok */?）是位于韩国全罗北道南原市周生面的一个车站，属于全罗线。

## 历史
- 1933年10月15日 - 落成使用。

## 相鄰車站
韓國鐵道公社
全羅線
南原－周生－甕井